# زل (بلژیک)
شهر زل (به فرانسوی: Zele) در شهرستان داندرموند  در استان فلاندری شرقی  در منطقه فلاندری در کشور بلژیک واقع شده‌است.